# Ismahane Elouafi
Ismahane A. Elouafi (en árabe: أسمهان الوافي) es la directora general Ejecutiva del CGIAR desde diciembre de 2023. Trabajó previamente como científica jefe de la FAO, y es considerada entre las 20 mujeres científicas más influyentes del mundo islámico y es conocida internacionalmente por su trabajo en la promoción de cultivos abandonados e infrautilizados, el uso de agua no potable en la agricultura y empoderamiento de la mujer en la ciencia. El New York Times la nombró como una de las diez mujeres que cambian el panorama del liderazgo, tras su nombramiento como primera científica jefe de la FAO. Tiene casi dos décadas de experiencia en investigación y desarrollo agrícola en Asia, África y Medio Oriente. Dirigió el International Center for Biosaline Agriculture, con sede en Dubái, Emiratos Árabes Unidos, desde 2012 hasta 2020.

## Educación
Inicialmente, Elouafi se formó en la Escuela Secundaria de Aviación de Marruecos para ser una de las primeras mujeres piloto de combate del país. Sin embargo, el plan de que mujeres pilotearan los aviones de combate del país fue archivado y tuvo que elegir una nueva carrera. Elouafi entró al Instituto Hassan II de Agronomía y Medicina Veterinaria de Marruecos, donde obtuvo una licenciatura en Ciencias Agrícolas en 1993 y un M.Sc. Fitomejoramiento en 1995. En 2001, recibió un doctorado en genética de la Universidad de Córdoba, España.

## Vida profesional
Entre los años 2006 y 2007, Elouafi se desempeñó como asesora principal del Viceministro Adjunto de la Subdivisión de Investigación de Agricultura y Agroalimentación de Canadá (AAFC) en Ottawa, Canadá. En mayo de 2007, se incorporó a la Agencia Canadiense de Inspección de Alimentos como Gerente Nacional de la Sección de Investigación Vegetal. En 2010, fue ascendida a Directora de la División de Alianzas y Gestión de la Investigación. En 2012, Elouafi fue nombrada directora general del International Center for Biosaline Agriculture (ICBA), donde supervisó el desarrollo de la estrategia del centro para el decenio 2013-2023. En el 2019, inició un programa emblemático para empoderar a las científicas árabes que trabajan en investigación y desarrollo agrícola llamado Arab Women Leaders in Agriculture (AWLA), que cuenta con el apoyo de la Fundación Bill y Melinda Gates, el Banco Islámico de Desarrollo y el Programa de Investigación del CGIAR en Trigo.
En 2020, Elouafi se convirtió en científica jefe de la Organización de las Naciones Unidas para la Alimentación y la Agricultura (FAO), un nuevo puesto creado dentro de la estructura central de liderazgo de la Organización. Su nombramiento fue anunciado por el director general de la FAO, Qu Dongyu, en la 35.ª Conferencia Regional de la FAO para el Cercano Oriente en septiembre de 2020. Elouafi forma parte de las juntas directivas del IFPRI y de CAB International. También ha sido miembro de paneles de expertos en estrategia de la Organización de las Naciones Unidas para la Alimentación y la Agricultura (FAO) desde septiembre de 2020 y de la Comisión Mundial de Adaptación. Anteriormente, también había trabajado como científica en varias organizaciones internacionales de investigación, incluido ICARDA, JIRCAS y el Centro Internacional de Mejoramiento de Maíz y Trigo (CIMMYT).

## Premios y reconocimientos
Elouafi ha recibido varios premios y reconocimientos prestigiosos, incluida la Medalla de Recompensa Nacional otorgada por Su Majestad el Rey Mohamed VI de Marruecos (2014), y el Premio a la Excelencia en Ciencia del Global Thinkers Forum (2014). En 2014, Muslim Science la clasificó entre las 20 mujeres más influyentes en la ciencia en el mundo islámico en la categoría Shapers.
En 2014-2016, la revista CEO-Middle East incluyó a la Dra. Elouafi entre las 100 mujeres árabes científicas más poderosas del mundo. y en 2016, ganó el prestigioso Premio a la Mujer Árabe del Año otorgado por la Organización Arabia de Londres por sus Logros en Ciencias.

## Vida personal
Tiene dos hijas y tiene doble nacionalidad de Canadá y Marruecos. Habla con fluidez inglés, francés, español y árabe; y un nivel conversacional de italiano y japonés.